# Àlex Roca Campillo
Àlex Roca Campillo, né en 1991 à Barcelone et originaire de Sant Cugat del Vallès, est un athlète connu pour avoir terminé cinq triathlons, quatre semi-marathons, un aquathlon et des courses de VTT dans le désert comme l'Orbea Monegros et le Titan Desert 2019 au Maroc (en tandem tout-terrain avec José Campillo, son oncle alors âgé de 60 ans, au guidon), en surmontant une paralysie cérébrale causée par une encéphalite herpétique virale entraînant 76% d'incapacité physique, deux opérations au pied et une communication en langue des signes. Le sport est très important dans sa vie, ça lui permet de se challenger et de s'améliorer. Sa devise est « Vous fixez la limite »,,,,.

## Biographie
À l'âge de six mois, il souffre d'herpès cérébral qui provoque une paralysie cérébrale avec une incapacité physique de 76% qui affecte le côté gauche de son corps, où il a une mobilité très réduite. Communiquant par la langue des signes, il est instruit, travaille comme comptable et peut conduire sa voiture de manière autonome. Il est en couple avec Mari Carmen Maza qu'il a rencontrée en 2017 lors d'une des conférences de motivation qu'ils organisent désormais ensemble. Elle intervient également comme interprète pour les personnes qui ne connaissent pas la langue des signes,.
Le premier sport pratiqué par Àlex Roca Campillo est le football. Il essaye ensuite le tennis, mais c'est l'athlétisme, le ski et surtout le cyclisme qui sont les sports qu'il pratique le plus,. Il s'est également mis à jouer au padel.
En 2014, il participe à sa première course, les 10 kilomètres de l' El Corte Inglés. Entre autres courses, il participe également à vélo aux Los Monegros et à la Pilgrim Race. En 2019, il court le semi-marathon de Barcelone.
Il endure trois étapes du Titan Desert en 2018, puis termine les six étapes de l'édition 2019. Pour ce faire, il change son hydratation, adapte son tandem et s'entoure d'une équipe composée de Miguel Silvestre, Valentí Sanjuan, Héctor Rodríguez et Àlex Rodríguez. Ainsi, il devient la première personne atteinte de paralysie cérébrale à terminer le Titan Desert. Après avoir terminé la course, il déclare que son prochain objectif est de participer au Rallye Dakar.
En 2023, il termine le semi-marathon de Granollers. En mars de la même année, il devient le premier athlète au monde avec un handicap physique supérieur à 75 % à terminer un marathon lors du Marathon de Barcelone, sa ville natale. Il termine l'épreuve en 5 heures, 50 minutes et 51 secondes.
Enfin, Àlex Roca Campillo est également devenu l'ambassadeur de la Fondation du FC Barcelone et de la marque Wilson pour le padel.